# Leopold Kordeš
Leopold Kordeš, slovenski publicist, pripovednik, pesnik, urednik in organizator, * 6. november 1808, Kamna Gorica, † 3. december 1879, Dunaj.
Študiral je filozofijo v Gradcu. V Gradcu in Ljubljani je urejal nemške časopise, med drugimi v letih 1845-1849 tudi Laibacher Zeitung in v njih pisal razne članke, posebno o gledališkem življenju. Za slovensko kulturno zgodovino je pomembnih več njegovih širokopoteznih pobud. Že leta 1838 je predlagal ustanovitev tednika Slovenske novice s tedensko literarno prilogo Zora, v predmarčni dobi 1848 pa se je zavzemal za ustanovitev univerze in gledališča v Ljubljani. Pripravil je nadroben načrt za organizacijo stalnega slovenskega gledališča s poklicnimi igralci in leta 1848 v časopisu Illyrisches Blatt objavil članek Slovenisches National-Theater. Tudi kasneje je utemeljeval svoj načrt za stalno slovensko Narodno gledališče (Laibacher Zeitung, 1850). Njegova prizadevanja so ostala neuresničena.